# 難波功士
難波 功士（なんば こうじ、1961年9月7日 - ）は、日本の社会学者。関西学院大学社会学部教授。専門は、広告論、メディア史。

## 来歴
1961年大阪府大阪市生まれ、堺市育ち。大阪府立三国丘高等学校を経て、1984年京都大学文学部（日本近世史専攻）卒業。同年博報堂入社。1993年東京大学大学院社会学研究科修士課程修了。1996年関西学院大学社会学部専任講師、2000年助教授を経て、2006年より現職。

## 著書

### 単著
- 『撃ちてし止まむ――太平洋戦争と広告の技術者たち』（講談社、1998年）
- 『「広告」への社会学』（世界思想社、2000年）
- 『族の系譜学――ユース・サブカルチャーズの戦後史』（青弓社、2007年）
- 『創刊の社会史』（筑摩書房、2009年）
- 『ヤンキー進化論 不良文化はなぜ強い』（光文社、2009年）
- 『広告のクロノロジー――マスメディアの世紀を超えて』（世界思想社、2010年）
- 『メディア論』（人文書院、2011年）
- 『人はなぜ〈上京〉するのか』（日本経済新聞出版社、2012年）
- 『社会学ウシジマくん』（人文書院、2013年）
- 『大二病――「評価」から逃げる若者たち』（双葉社、2014年）
- 『「就活」の社会史――大学は出たけれど･･･』（祥伝社、2014年）
- 『広告で社会学』（弘文堂、2018年）

### 編著
- 『米軍基地文化』（新曜社, 2014年）

### 共編著
- （阿部潔との）『メディア文化を読み解く技法――カルチュラル・スタディーズ・ジャパン』（世界思想社、2004年）
- （福間良明・谷本奈穂との）『博覧の世紀――消費／ナショナリティ／メディア』（梓出版社、2009年）
- （高野光平との）『テレビ･コマーシャルの考古学――昭和30年代のメディアと文化』（世界思想社、2010年）
- （盛山和夫・金明秀・佐藤哲彦との）『社会学入門』（ミネルヴァ書房、2017年）
- （竹内幸絵との）『広告の夜明け――大阪・萬年社コレクション研究』（思文閣出版、2017年）
- （野上元・周東美材との）『吉見俊哉論――社会学とメディア論の可能性』（人文書院、2023年）

### 論文
- 難波功士「戦後ユース・サブカルチャーズについて(1):太陽族からみゆき族へ」（PDF）『関西学院大学社会学部紀要』第96巻、2004年3月、pp.163-178、2011年2月13日閲覧。